# Duck Attack!
Duck Attack! ist ein Action-Adventure-Computerspiel von AtariAge, das im Juli 2010 bei der Classic Gaming Expo in Las Vegas erschien. Es wurde von Will Nicholes als Homebrew für die Atari-2600-Spielkonsole entwickelt.

## Handlung
Ein verrückter Wissenschaftler hat mutierte feuerspeiende Enten gezüchtet, die radioaktive Plutonium-Eier legen. Der Spieler muss die Eier sammeln, um zu verhindern, dass der Wissenschaftler sie benutzt, um eine Weltvernichtungsmaschine zu bauen. Dabei muss der Spieler die Enten und andere Gefahren vermeiden.

## Spielverlauf
Der Spieler benutzt einen Joystick, um einen Roboter zu steuern. Der Roboter erkundet den Stall des Wissenschaftlers, sammelt Eier, Waffen und andere Gegenstände. Wenn zwei Eier gefunden und zum Ausgang gebracht wurden, wird der Spieler zu einem höheren Level befördert.
Der Spieler beginnt mit drei „Leben“ (Robotern) und verliert ein Leben, wenn er von einer Ente gefressen wird oder von ihrem Feuer oder einem anderen tödlichen Objekt getroffen wird. Zusätzliche Leben und Kräfte können gewonnen werden, indem farbige Ballons gesammelt werden. Der Spieler kann entscheiden, ob sich alle Objekte an festen oder zufälligen Stellen im Raum befinden.

## Design

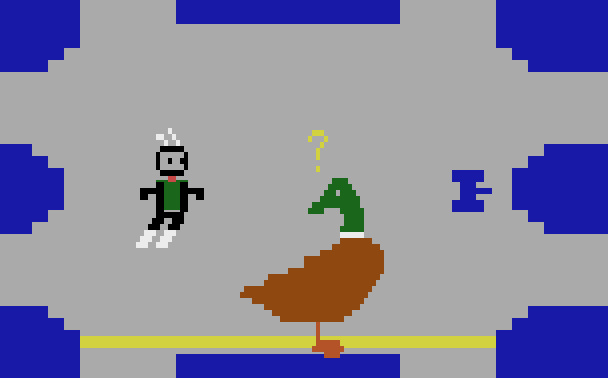
Der Spieler begegnet einer Ente und einem Panzer

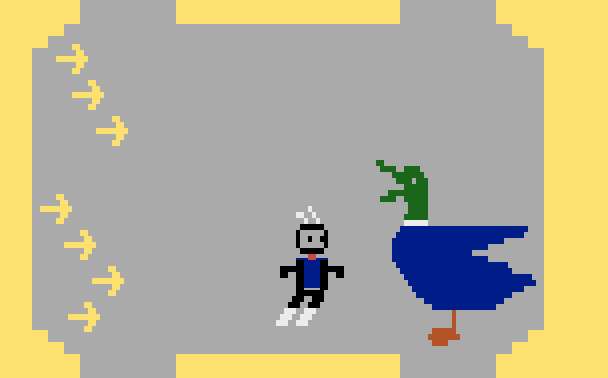
Blaue Ente

Die Idee zu Duck Attack! entstand durch Modifikation des Atari-2600-Spiels Adventure. Wie die meisten Atari-2600-Spiele benutzt Duck Attack! 128 Bytes RAM für alle Spielvariablen und einen Aufrufstapel (call stack). Das Spiel beruht auf einer ungewöhnlichen Kernel-Technik, die Grafiken erzeugen kann, die größer sind und mehr Einzelheiten zeigen als bei anderen Atari-2600-Spielen.

## Rezeption
Das französische Magazin für Retrogaming Pix’n Love bemerkte in seiner Juli-Ausgabe 2010 die Originalität und Tiefe des Spiels. The Video Game Critic gab dem Spiel das Rating C und erwähnte “a really weird homage to Adventure” („eine richtig verrückte Hommage an Adventure“), “sense of discovery” („Sinn für Entdeckung“), aber auch “confusing mazes” („verwirrende Labyrinthe“) und “arbitrary rules” („willkürliche Regeln“). Der Rezensent bemerkte: “The programmer’s appreciation for the classics shines through” („die Hochachtung des Programmierers für die Klassiker scheint durch“). Im April 2011 nannte 1UP.com Duck Attack! als eins von „31 Homebrew Games Worth Playing“. The A.V. Club beschrieb das Spiel als “an oddity: It’s a wholly modern 2600 game that’s actually fun and as awesomely weird as old 2600 games like Frankenstein’s Monster” („Eine Kuriosität: ein ganz modernes Spiel, das tatsächlich Spaß macht und so herrlich verrückt ist wie alte Spiele, Frankenstein’s Monster zum Beispiel.“). Rezensent Justin Carmical von Blistered Thumbs stufte Duck Attack! in seinem Vergleich vom Dezember 2010, "Top 5 New Games for Old Consoles", als Nummer 4 ein: "the graphics are pretty smooth, and it looks like a pseudo-clone of Adventure, but don't let that fool you. The gameplay is quick, and that darn duck just follows you everywhere" („Die Grafiken sind ziemlich glatt, und es wirkt wie ein Pseudo-Klon von Adventure, aber lass dich nicht täuschen. Das Spiel ist schnell, und die verdammte Ente folgt dir einfach überallhin.“).